# Lichtblick (groupe)
 (juin 2020).
Lichtblick est un groupe de schlager allemand.

## Histoire
À l'automne 2016, la chanteuse Kristina Bach invite 17 candidates à un casting à Cologne. Les chanteuses s'étaient auparavant adressés à la maison de disques pour le projet. Rebecca Schelhorn, Anna Hirschmann et Louiza Moorbeck sont présélectionnées. Lors d'un second casting quelques semaines plus tard, le groupe est complété par Lisa Aberer.
Le groupe tourne à Majorque le clip de son premier single, Tausend und eine Nacht. Le groupe a présente aussi la chanson en mars 2018 lors de leur première émission de télévision Willkommen bei Carmen Nebel. Le 4 mai 2018, le groupe sort son premier album et le clip du deuxième single Leuchten. En décembre 2018, Lichtblick participe au projet caritatif Schlagerstars für Kinder de Schlagerplanet Radio et de SOS-Kinderdorf, et enregistre la chanson Auf Einmal. En mai 2019, Lichtblick reçoit le Schlagerplanet Award de la révélation de l'année.
Le groupe annonce le 21 novembre 2019 le départ d'Anna Hirschmann, qui quitte le groupe pour des raisons professionnelles, puis le 5 janvier 2020 sa dissolution.

## Discographie
Album
- 2018 : Lichtblick

Singles
- 2018 : Tausend und eine Nacht
- 2018 : Leuchten
- 2018 : Lichtblick (Rico Bernasconi Remix)
- 2018 : Dear Mr. Santa
- 2018 : Auf Einmal (Schlagerstars für Kinder)
- 2019 : Das letzte Mal (Single Mix)

## Source de la traduction
- (de) Cet article est partiellement ou en totalité issu de l’article de Wikipédia en allemand intitulé « Lichtblick (Band) » (voir la liste des auteurs).

1. ↑  (de) « Schlagerplanet Award 2019 - Die Gewinner », sur Schlagerplanetradio, 2019 (consulté le 16 juin 2020)
2. ↑  (de) « Lichtblick: Bandauflösung! », sur Schlager.de, 2020 (consulté le 16 juin 2020)